# Parc scientifique de Louvain-la-Neuve

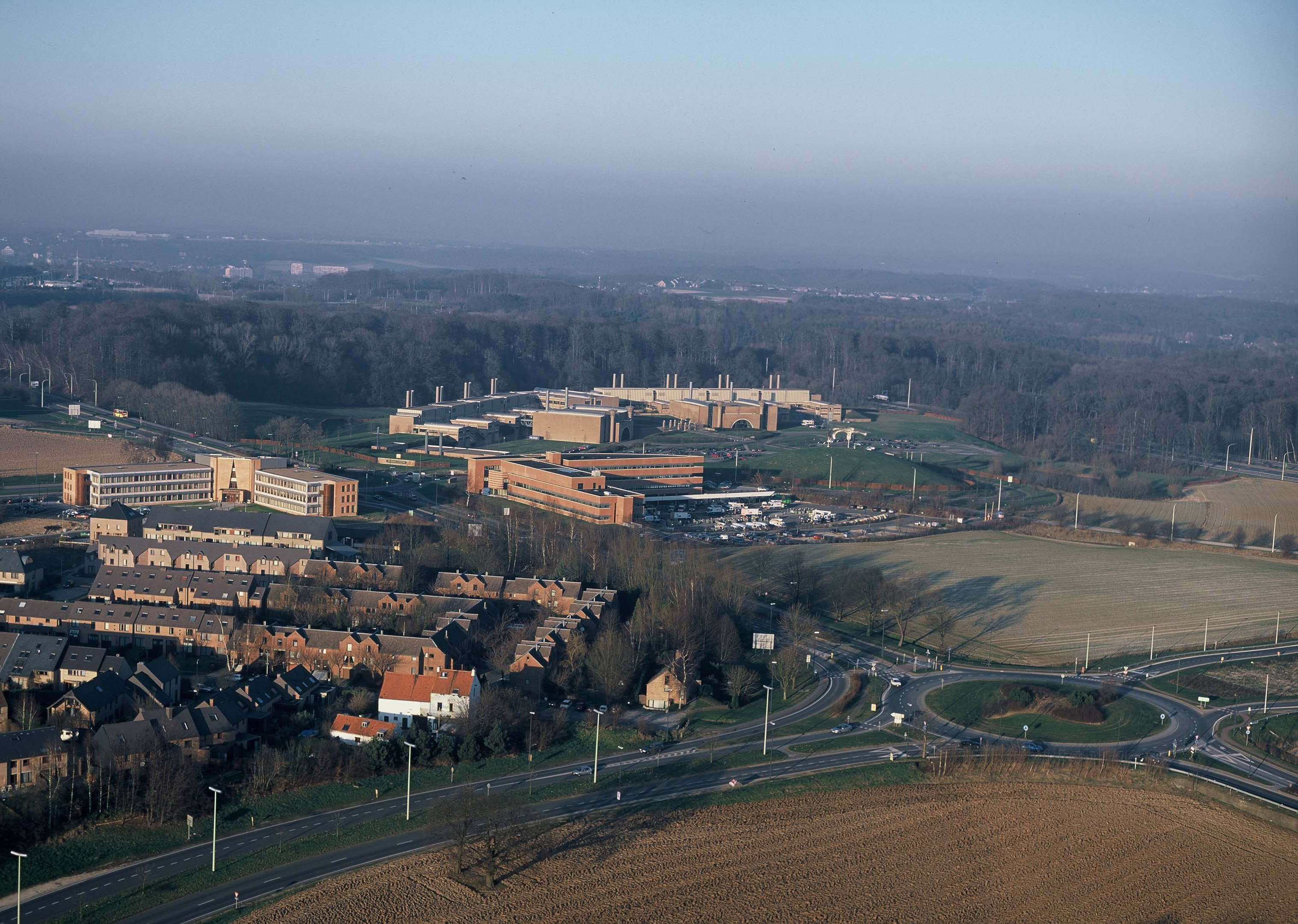
Vue aérienne du parc scientifique de Louvain-la-Neuve.

Le parc scientifique de Louvain-la-Neuve (LLN Science Park), fondé en Belgique le 21 janvier 1971, se compose de 231 hectares répartis sur le territoire d’Ottignies-Louvain-la-Neuve, où se trouve l’UCLouvain, et sur celui de Mont-Saint-Guibert. 

## Histoire
En 1972, Monsanto est la première entreprise à s’implanter sur le parc.
L'UCLouvain a défini les critères d’implantation : les entreprises doivent mener des activités relatives à la recherche, à la production faisant appel aux hautes technologies, aux services jugés complémentaires ou provenir d'une spin-off de l’UCLouvain.

## Informations économiques
Les entreprises du parc scientifique (start-ups, spin-offs, PME ou grandes entreprises) exercent principalement dans les domaines suivants : sciences du vivant, technologies de l’information, chimie fine et ingénierie.

## Architecture
Le parc scientifique abrite le siège principal de la société Ion Beam Applications (IBA), qui y possède plusieurs implantations :
- avenue Albert Einstein 4 ;
- chemin du Cyclotron 3 / rue Jean Lenoir 6 : siège construit par le bureau DSW Architects en 1991[1] ;
- rue Jean-Étienne Lenoir 2A.

Le parc abrite également quelques belles réalisations de l'architecture postmoderne, comme le « New Tech Center », construit en 1999 par le bureau DSW Architects, et le siège de Nivelinvest, réalisé par l'Atelier DDV en 2011.

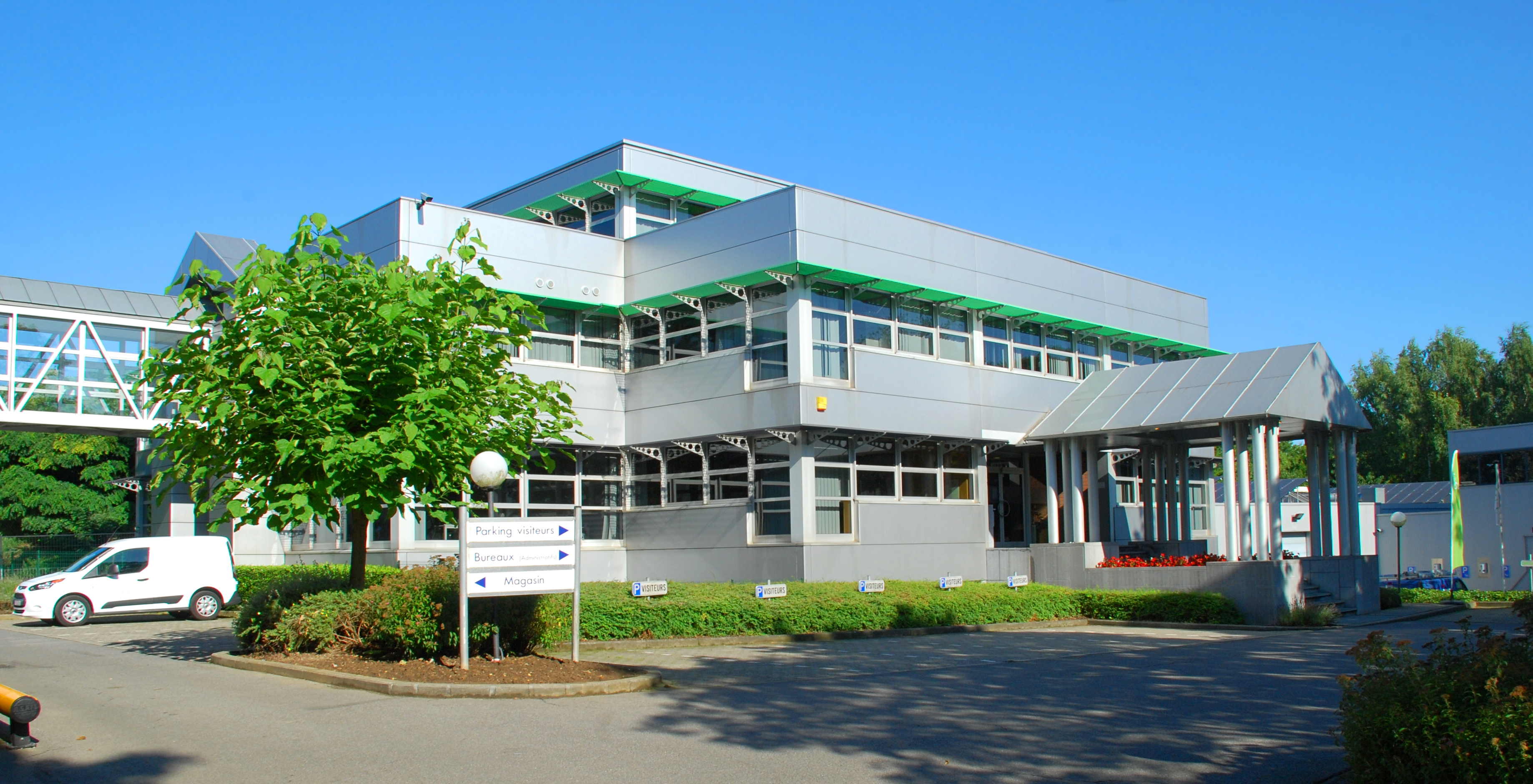
Siège d'IBA (1991).
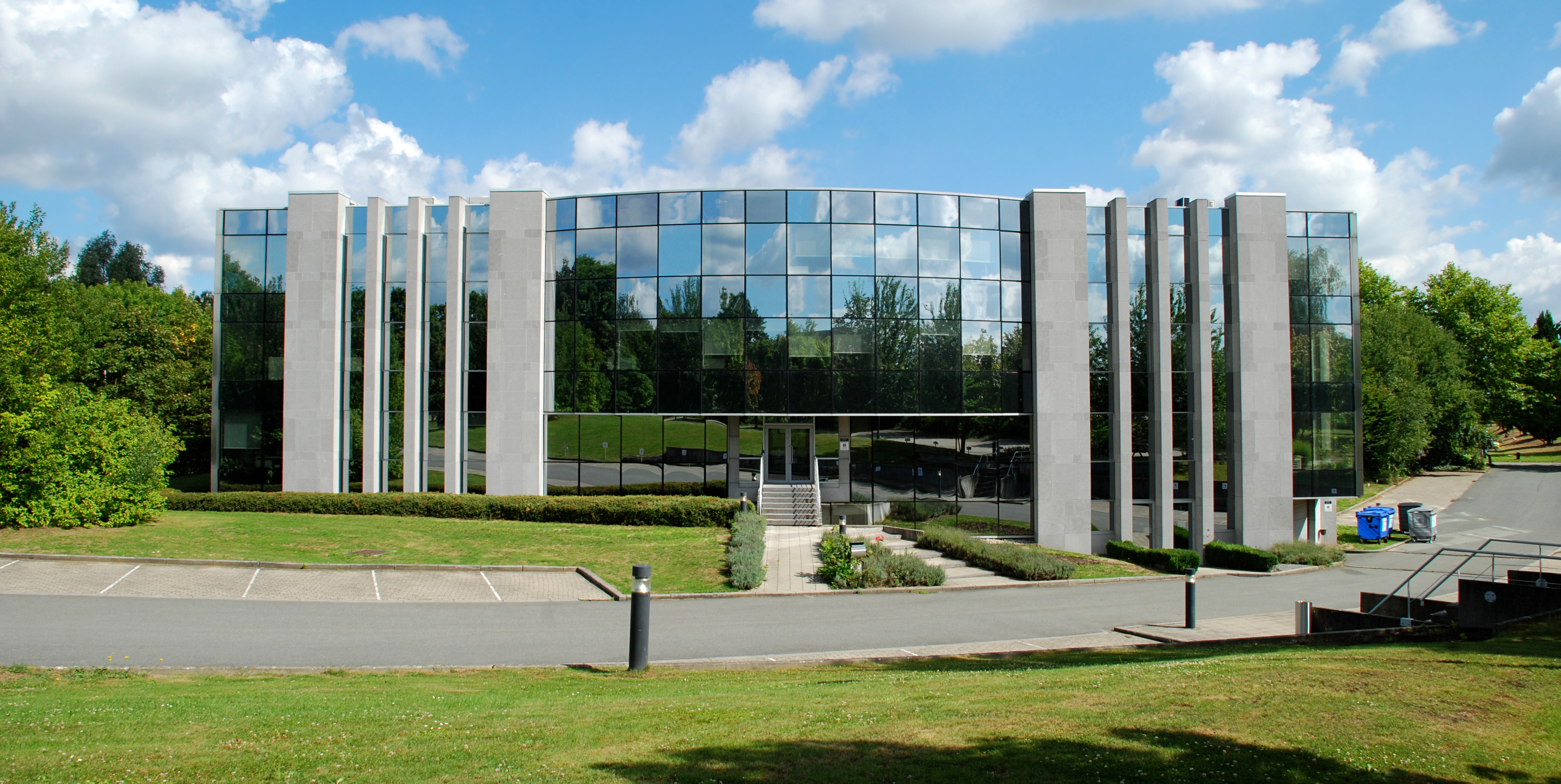
« New Tech Center » (1999).
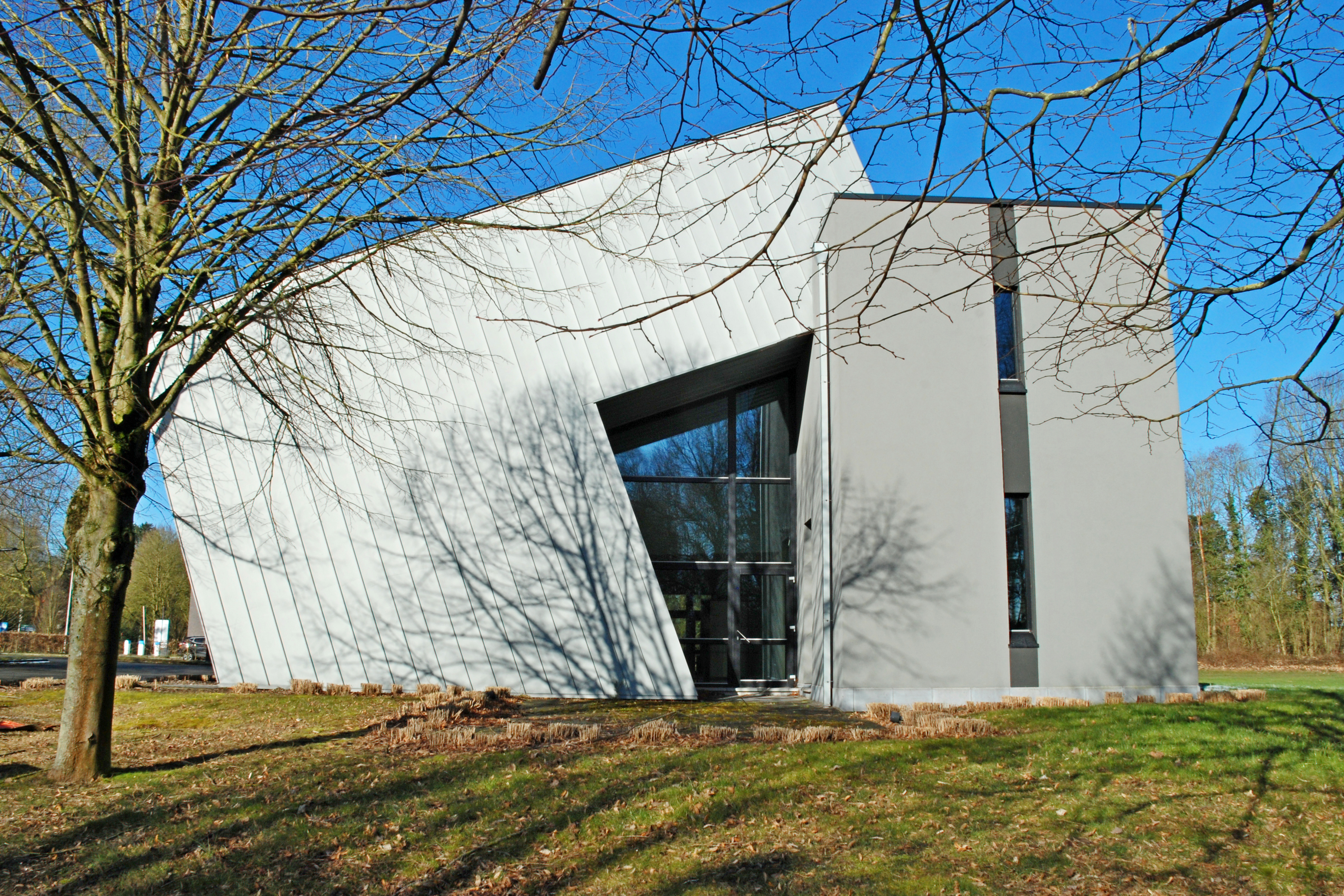
Siège de Nivelinvest (2011)

## Art public
Le parc scientifique de Louvain-la-Neuve est très riche en œuvres d'art public.
De nombreuses entreprises établies dans le parc scientifique arborent une sculpture devant leur bâtiment, en vertu d'une convention qui dit que toute entreprise qui s'installe à Louvain-la-Neuve doit consacrer à l'art 2 % de ses investissements. 
Les sculptures les plus anciennes remontent aux années 1970, 1980 et 1990, mais beaucoup datent des années 2000.

### Sculptures des années 1970 et 1980
En 1976, l'artiste R.M. Lovell-Cooper réalise pour la société Afine une sculpture en acier inoxydable : intitulée Affinités, la sculpture se dresse au no 10 de la rue du Bosquet et « évoque deux mains élevées vers le ciel, dont les extrémités tentent un rapprochement »,
Au no 15 de la même rue se dresse une sculpture en bronze sur socle en pierre brute intitulée L'Endormie VI et réalisée en 1980 par le sculpteur belge Olivier Strebelle pour la société Cyanamid Benelux.
Au no 4, on trouve dans l'angle formé par la rue du Bosquet la sculpture en cuivre martelé et soudé Bien motivés, ils symbolisèrent leur rayonnement réalisée en 1988 par Hubert Minnebo,. « Composition équilibrée faite d'un emboîtement de formes géométriques, l'œuvre fait référence à l'activité de l'entreprise qui l'a commandée », Mechim, active dans le domaine des métaux non ferreux. « On y retrouve les symboles alchimiques du cuivre et du zinc ».

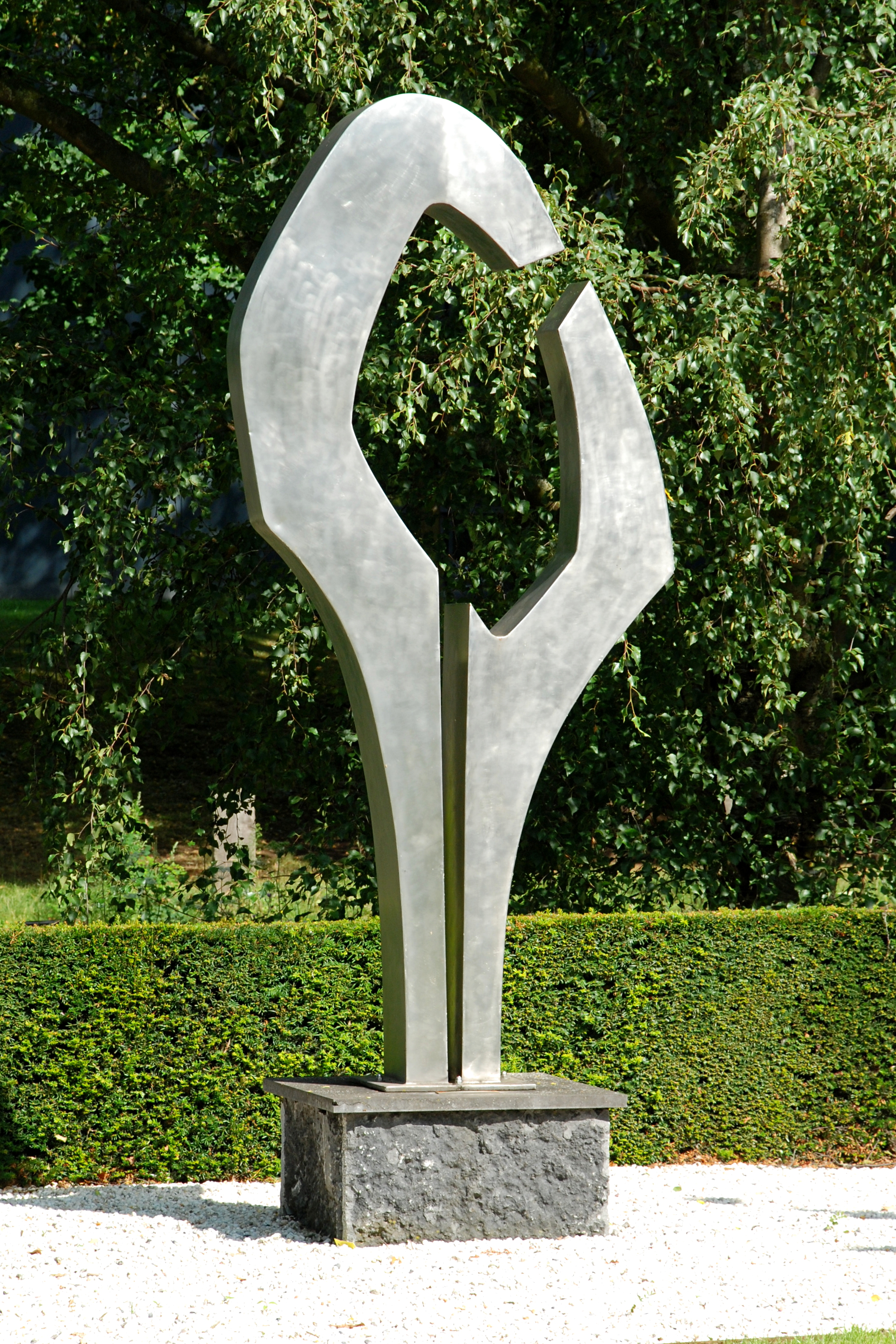
Affinités Lovell-Cooper (1976).
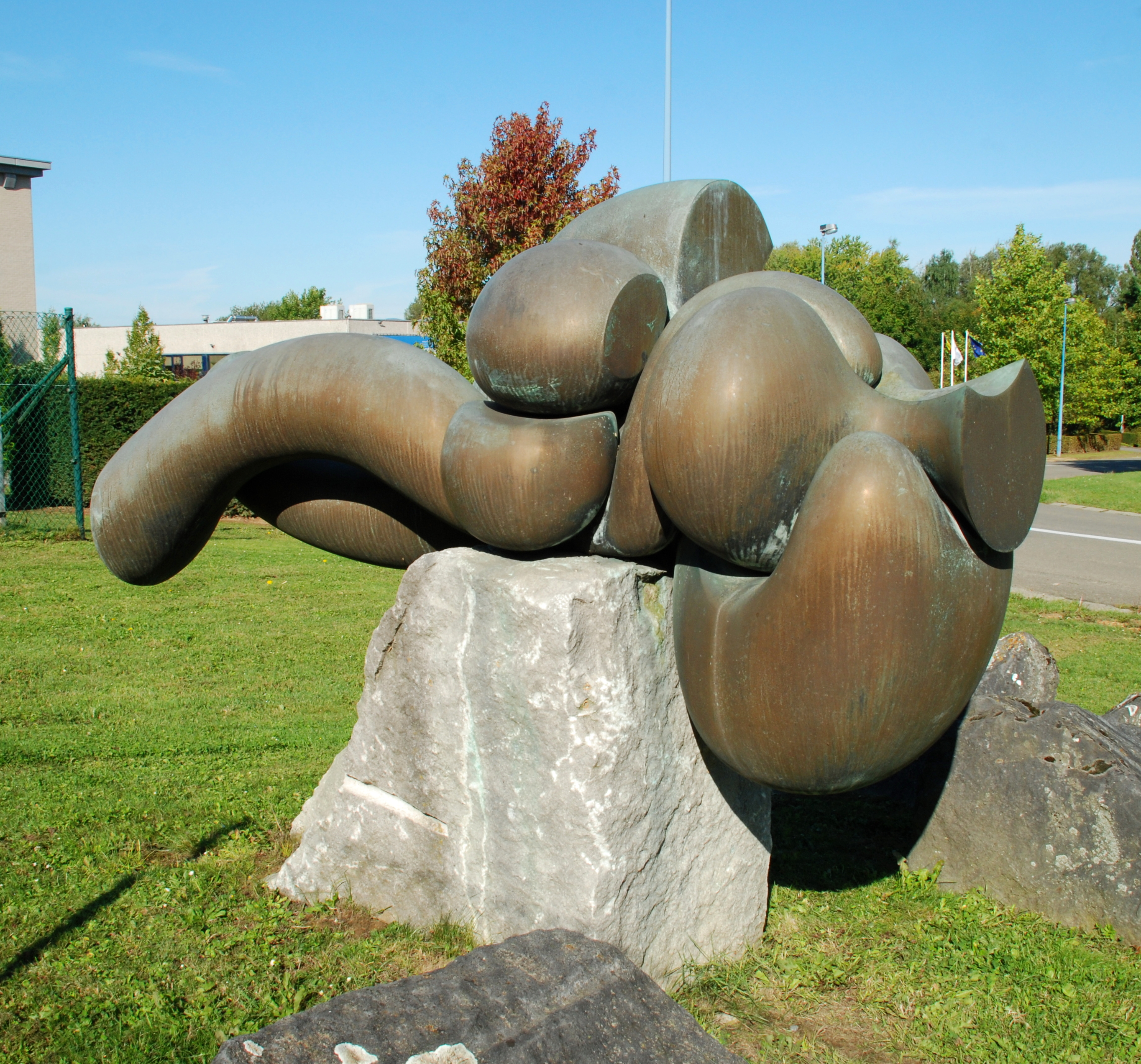
L'Endormie VI Olivier Strebelle (1980).
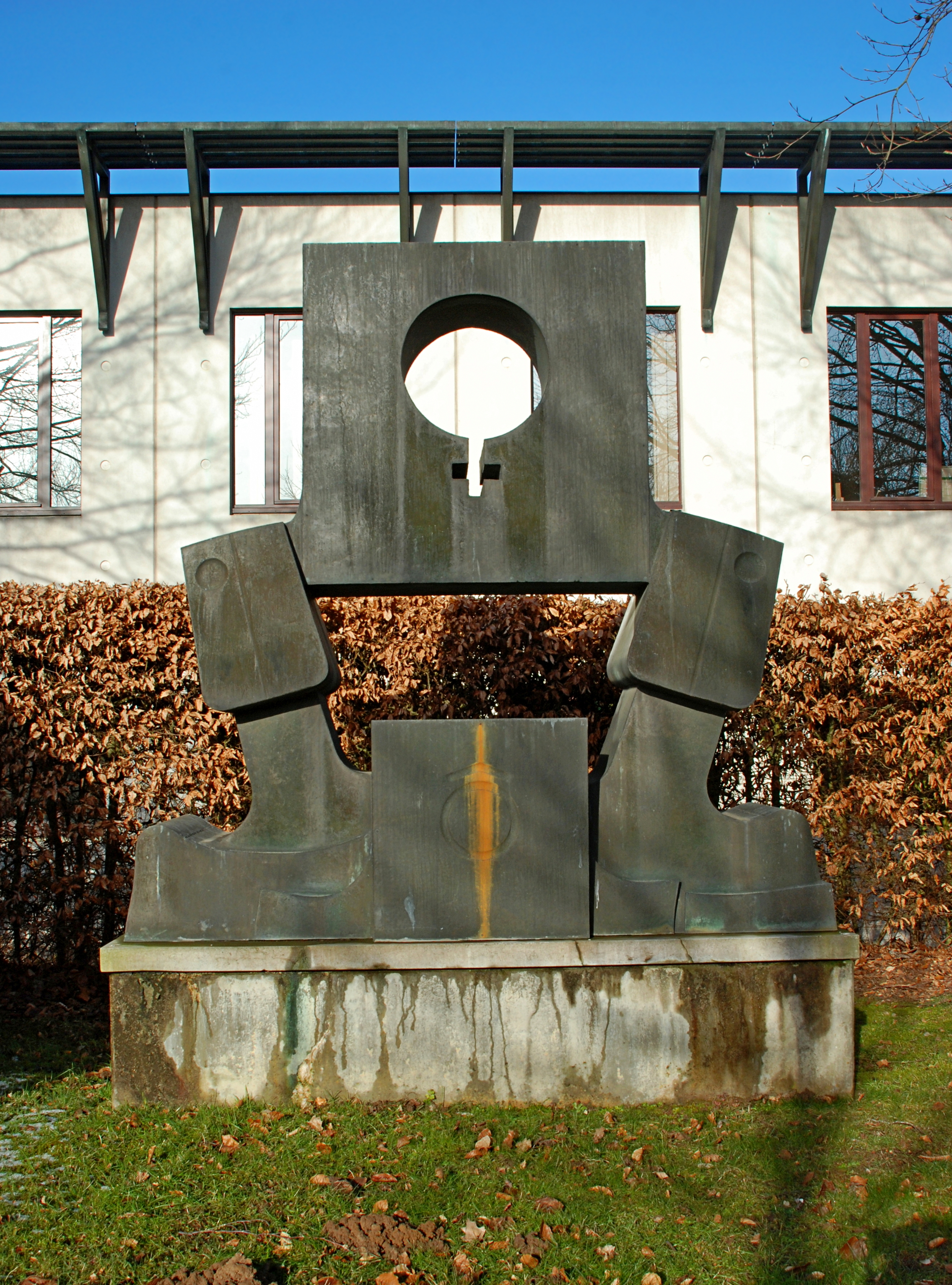
Bien motivés, ils symbolisèrent leur rayonnement Hubert Minnebo (1988).

### Sculptures des années 1990
Devant le siège de la société Ion Beam Applications, érigé au no 6 de l'avenue Jean-Étienne Lenoir en 1991 par le bureau DSW Architects, l'artiste italien Mauro Staccioli a dressé une sculpture en acier Corten d'environ 6 mètres de diamètre intitulée Anneau. Pour IBA l'artiste italien a choisi la symbolique du cercle : « Avec la spécificité de l'activité IBA,  je pense qu'il est pertinent d'instaurer un lien entre forme et contenu retrouvant, dans la forme géométrique, la beauté du rationnel et l'essence de la recherche ». On connaît de cet artiste d'autres grandes sculptures en Belgique, réalisées à Diegem, Forest et Watermael-Boitsfort.
Regard de Lumière, mis en place en 1993, est l'œuvre phare de Charles Delporte : « Cette  pièce-là, c'est mon flambeau, mon joyau ». Selon l'ouvrage L'art dans la ville - Promenades à Ottignies-Louvain-la-Neuve « Créée en 1948, on retrouve cette sculpture à Moscou, Paris, Namur, Bruxelles et Damme, dans des matériaux et des tailles différentes ». Ici à Louvain-la-Neuve, où elle se dresse au no 4 de l'avenue Albert Einstein, elle est en bronze patiné sur socle en polyester,. « Elle représente la trinité des vertus théologales : la foi, l'espérance et la charité ».
En 1998, l'artiste plasticienne de Genval Marie-Paule Haar a installé, au no 1 de l'avenue Albert Einstein, une sculpture sans titre qui consiste en une structure en aluminium thermolaqué de 5 m de haut,. Se dressant sur le parking du centre d'examen du permis de conduire, la sculpture fait référence à une boucle d'échangeur d'autoroute.
Devant le no 15 de l'avenue Albert Einstein se dresse une sculpture en bronze sur pierre bleue haute de 2 m, intitulée Le Porteur d'eau et réalisée par Thérèse Chotteau en 1999 pour la société Realco. « L'homme placé en équilibre sur l'espace incliné du support porte à son épaule une ondulation en bronze représentant l'eau. Le porteur d'eau de Thérèse Chotteau fait écho à l'activité de Realco qui produit notamment des enzymes et des bactéries pour la purification de l'eau ».

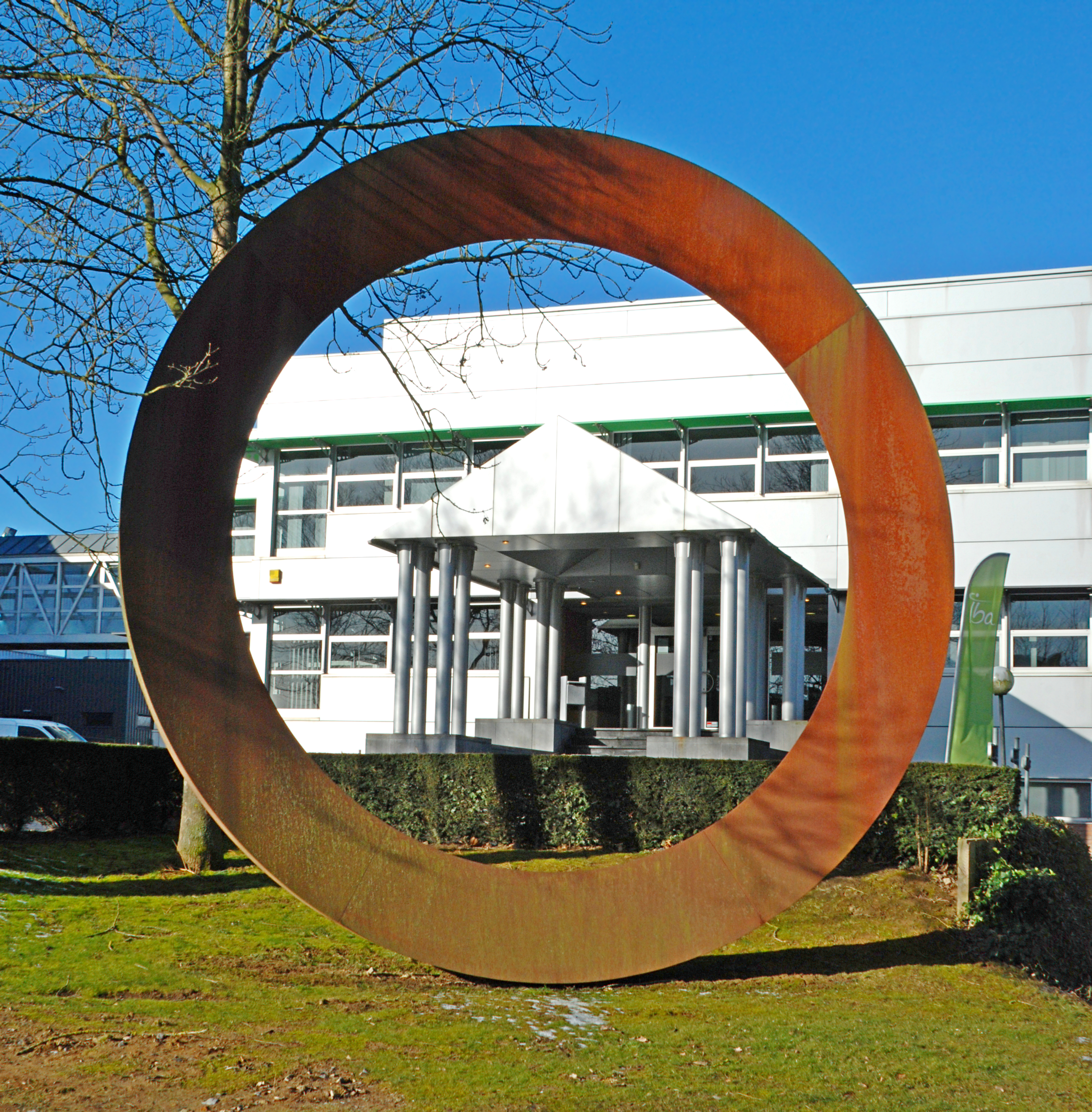
Anneau Mauro Staccioli (années 1990).
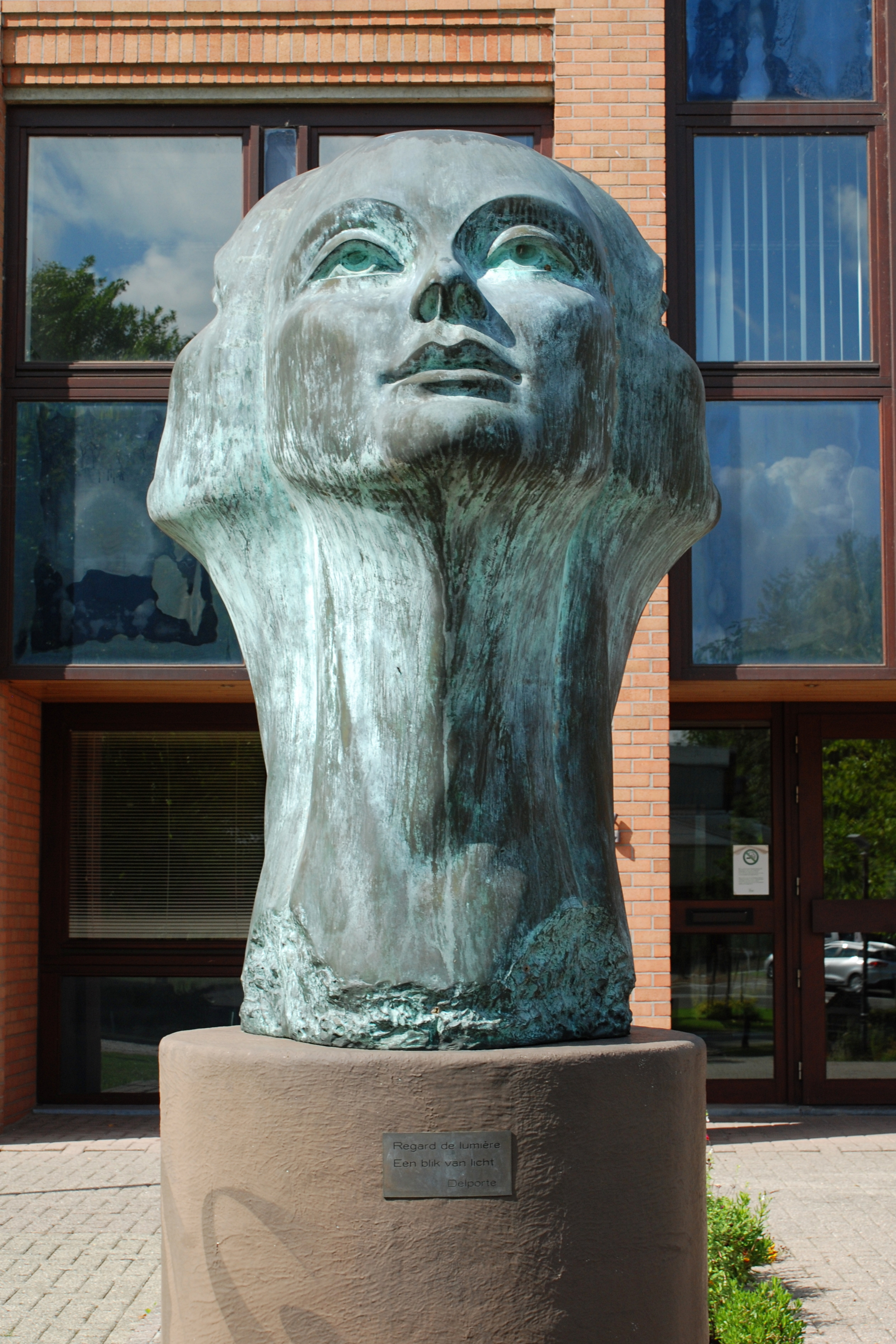
Regard de Lumière Charles Delporte (mise en place 1993).
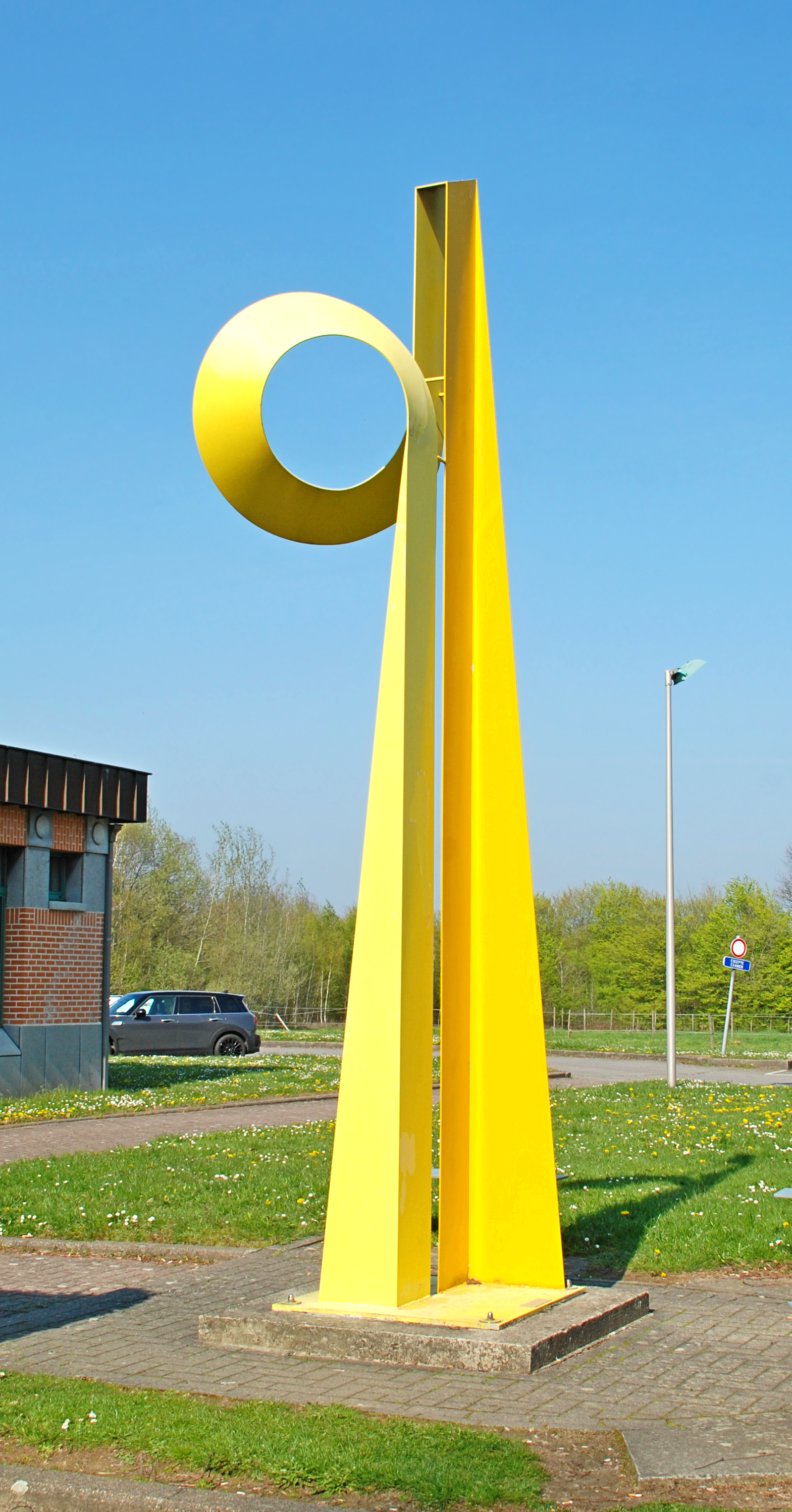
Œuvre sans titre Marie-Paule Haar (1998).
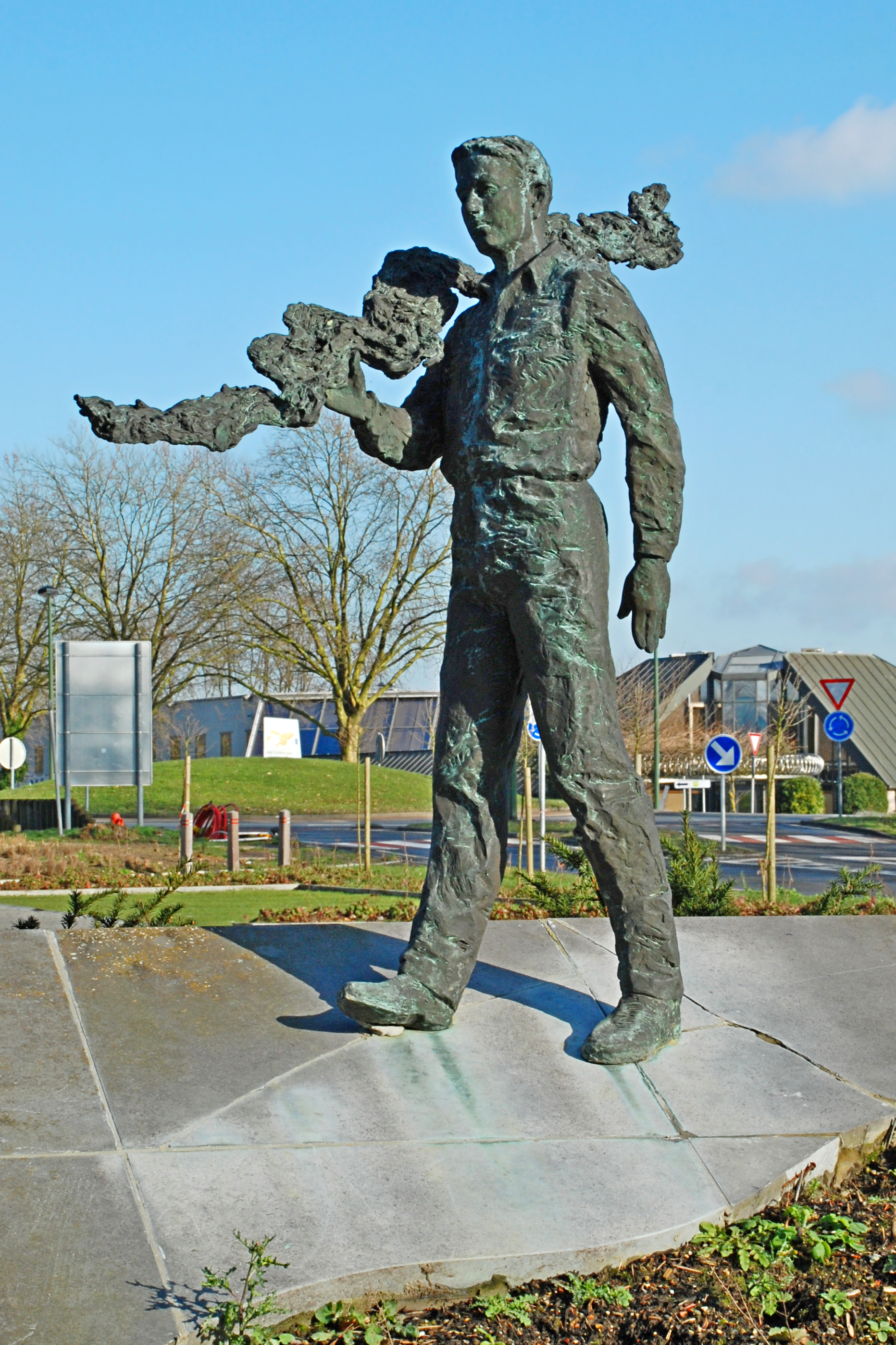
Le Porteur d'eau Thérèse Chotteau (1999).

### Sculptures des années 2000
À l'angle de l'avenue Albert Einstein et de l'avenue Jean-Étienne Lenoir, au pied de l'immeuble de style postmoderne « New Tech Center » construit en 1999 par le bureau DSW Architects, la sculpture en bronze Valentin, réalisée en 2000 par Vinciane Renard, est une « figure juvénile en bronze assise sur un socle en pierre bleue » qui a « le sourire aux lèvres et les pieds posés dans l'eau »,.
Au no 1 de la rue du Bosquet, l'artiste Roxane Enescu a érigé en 2000 Lapte, une sculpture en tôle de titane dont le promoteur était la société Fasska,. Selon les propos de l'artiste « Ce cercle ouvert, ascensionnel et évolutif est un élément de surface métallique en tôle de titane qui s'enroule autour d'un espace habité par des êtres humains (...). Cette courbe essentielle suggère le ventre de la femme enceinte, le berceau, la douceur, le bien-être ». De nombreuses figures stylisées ont été taillées dans le métal.

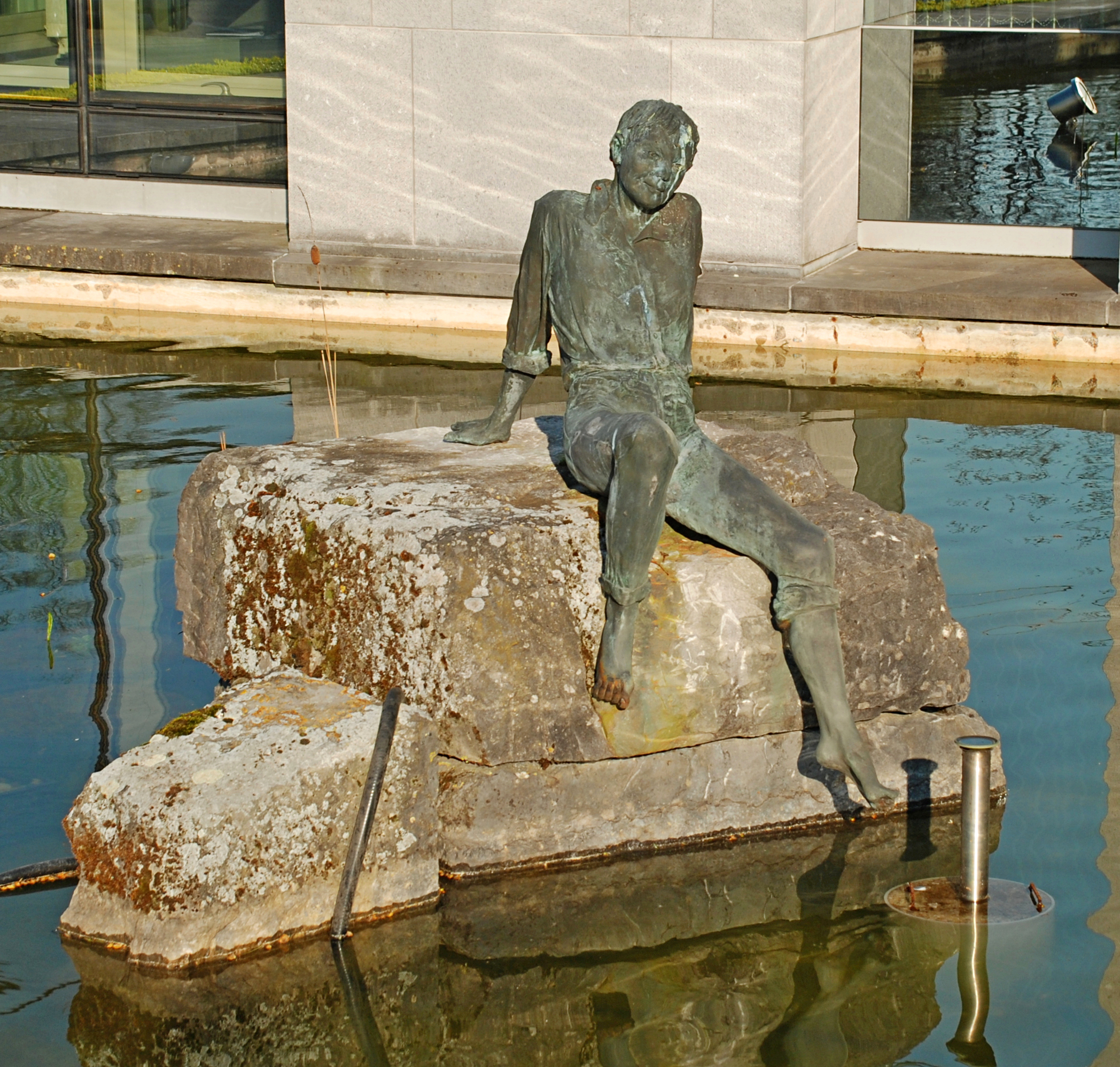
Valentin Vinciane Renard (2000).
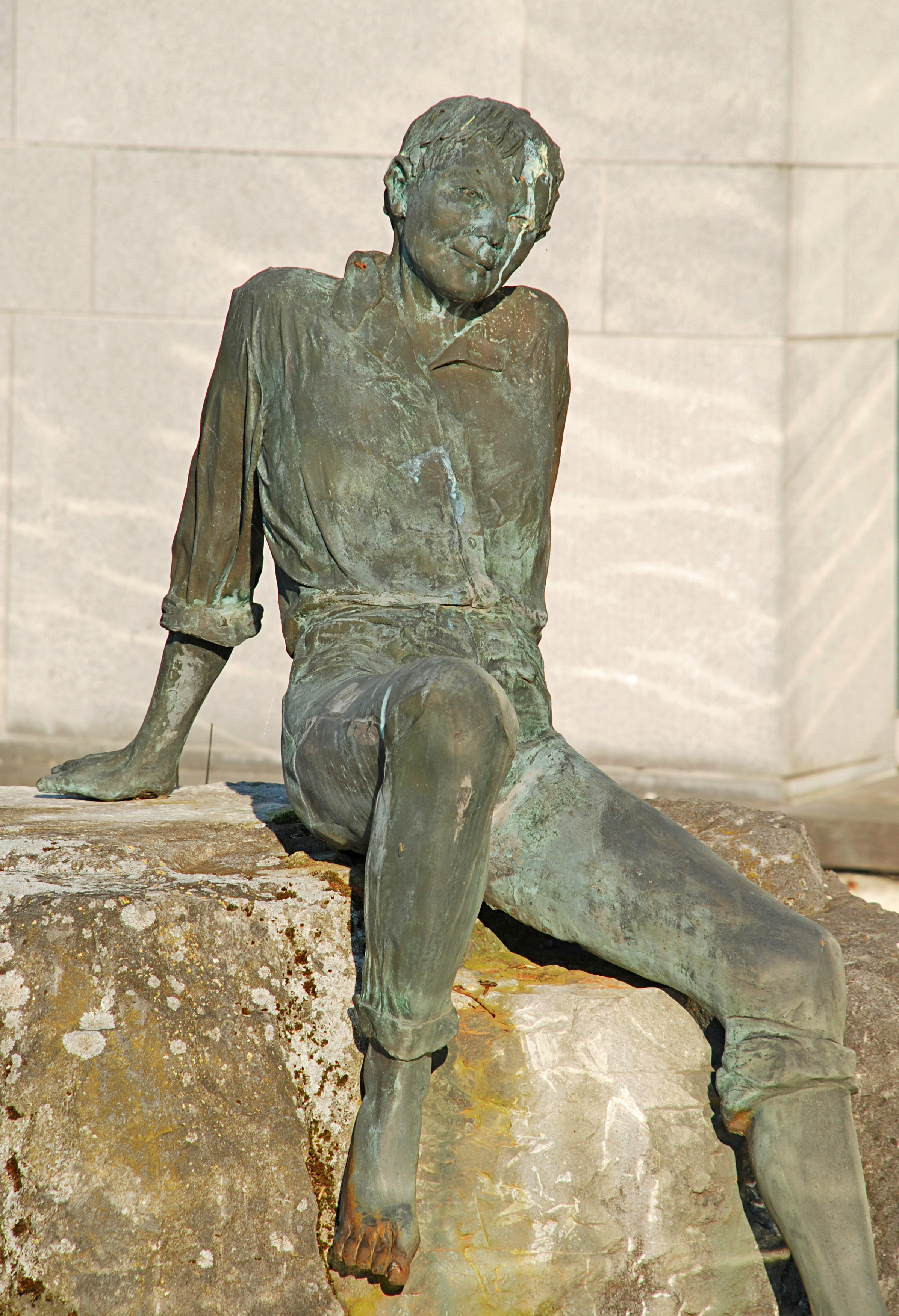
Valentin (détail).
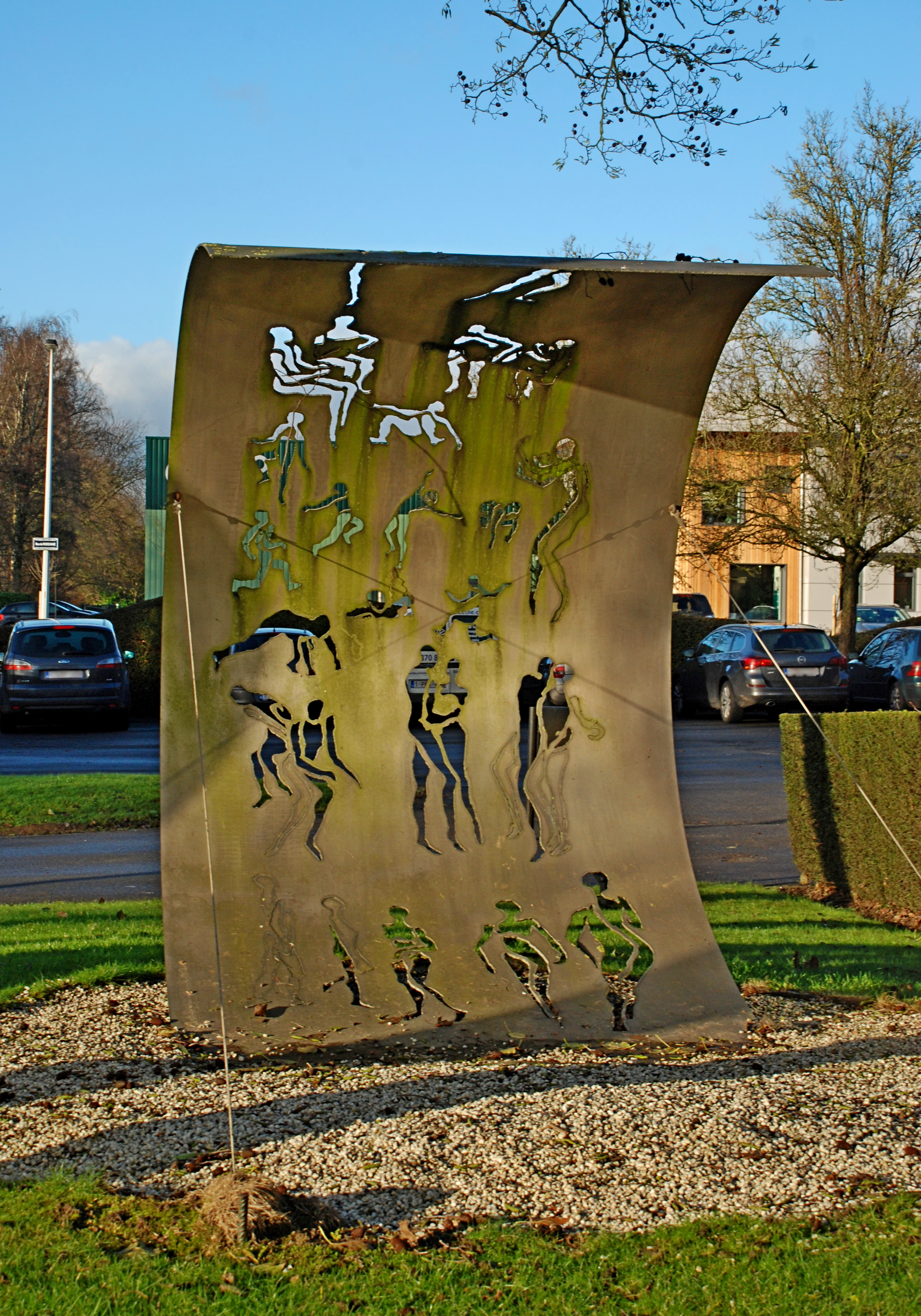
Lapte Roxane Enescu (2000).
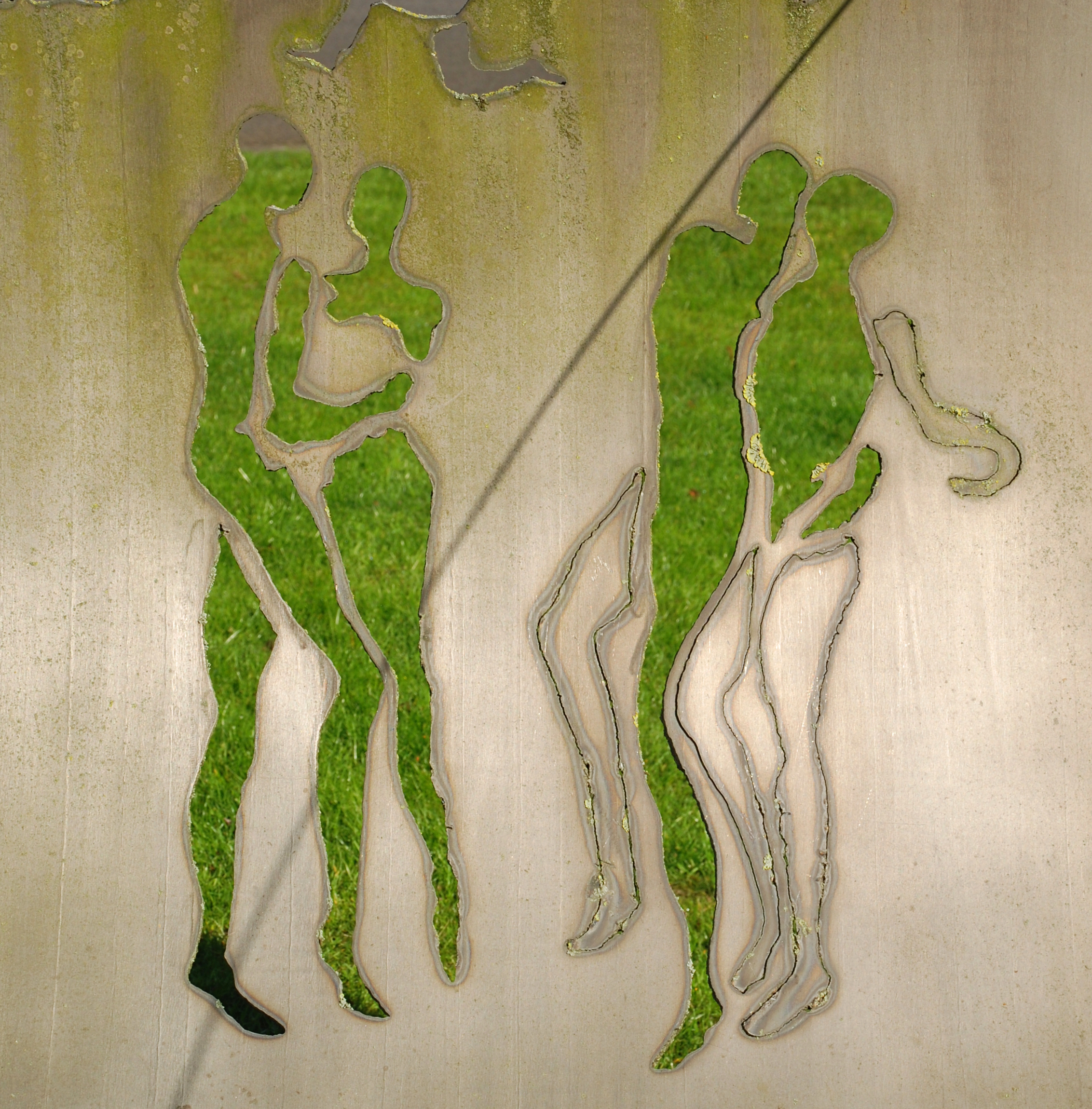
Lapte Détail des silhouettes.

Patience est une sculpture en marbre noir de Denée et calcaire crinoïdique réalisée en 2005 par l'artiste d'origine roumaine Marian Sava pour la société Immosc au no 7 de la rue du Bosquet,. Selon l'ouvrage L'art dans la ville - Promenades à Ottignies-Louvain-la-Neuve « Patience évoque une forme concentrique suspendue dans la dynamique de son mouvement. Par cette pause, l'œuvre signifie la patience du geste que la sculpture requiert ».
La Découverte, réalisée en 2005 par Luc Vanhonnacker au no 13 de l'avenue Albert Einstein révèle des fragments de corps humain qui jaillissent de la pierre bleue,.
À la recherche de l'étoile perdue ou Scrutateur d'étoiles, réalisée en 2006 par Philip Aguirre y Otegui pour Interscience au no 2 de l'avenue Jean-Étienne Lenoir est une sculpture en béton haute de 3 m,. Selon l'ouvrage L'art dans la ville - Promenades à Ottignies-Louvain-la-Neuve « La sculpture fait référence à la quête sans cesse reconduite par l'homme et la science ».
À l'angle de l'avenue Albert Einstein et de la rue Louis De Geer, Geneviève Vastrade a érigé une sorte de totem réalisé au moyen d'un ancien rouleau agricole en pierre. Par ce rouleau gravé de lettres, dont certaines taillées à l'envers, l'artiste a voulu évoquer à la fois les terres agricoles sur lesquelles est érigée Louvain-la-Neuve et les rouleaux des rotatives utilisées dans les imprimeries, comme l'imprimerie Denef devant laquelle se dresse la sculpture.
Par sa sculpture en tôle d'acier L'Alu Blister, réalisée en 2007 au no 5 de la rue du Bosquet, Vincent Strebell a choisi de faire allusion à l'activité de la firme commanditaire Constantia, spécialisée dans l'impression de feuilles d'aluminium pour l'industrie pharmaceutique,. Pour reprendre les mots de l'ouvrage L'art dans la ville - Promenades à Ottignies-Louvain-la-Neuve « Les deux cercles ouverts en biais jouent avec les variations lumineuses de la journée ».

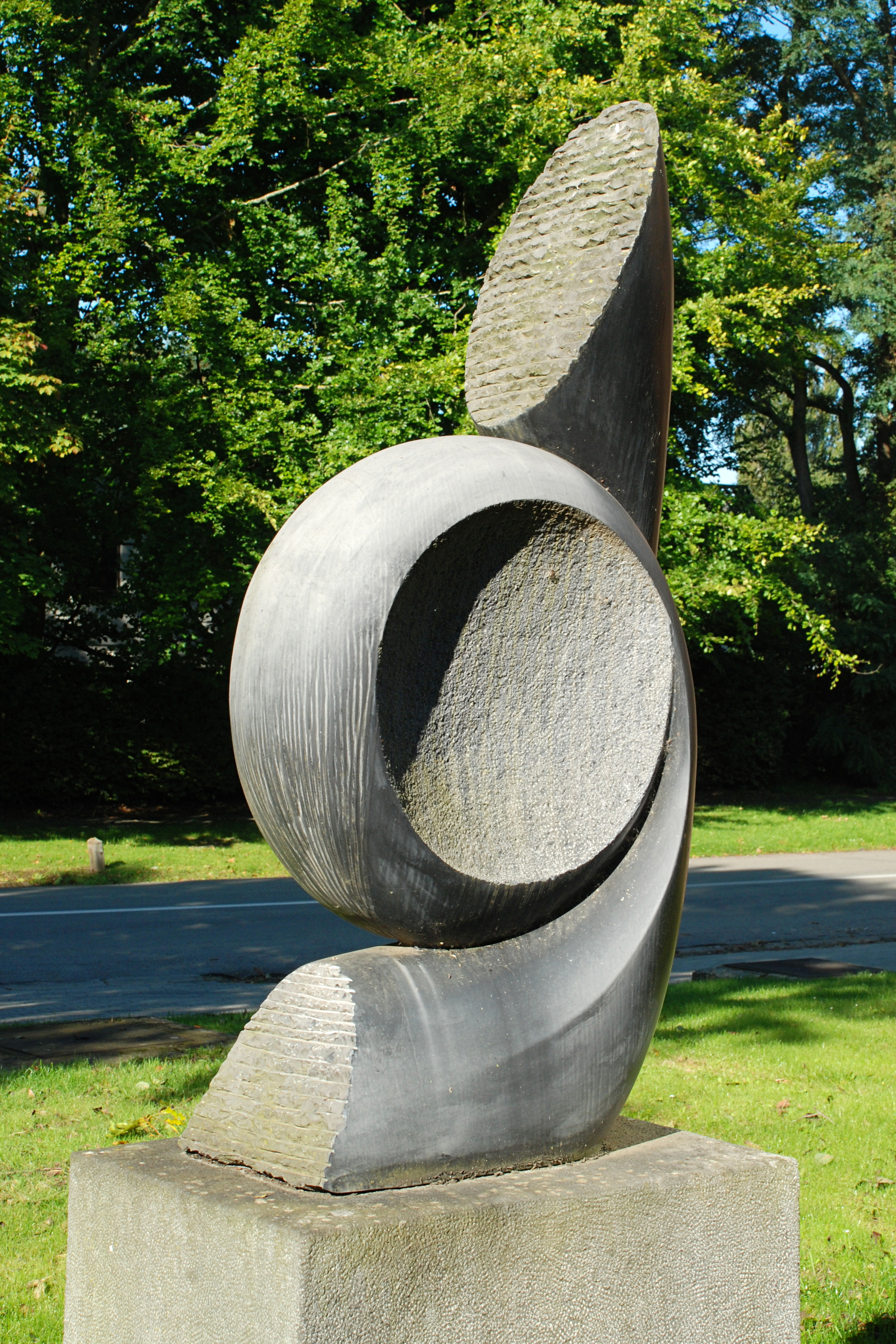
Patience Marian Sava (2005).
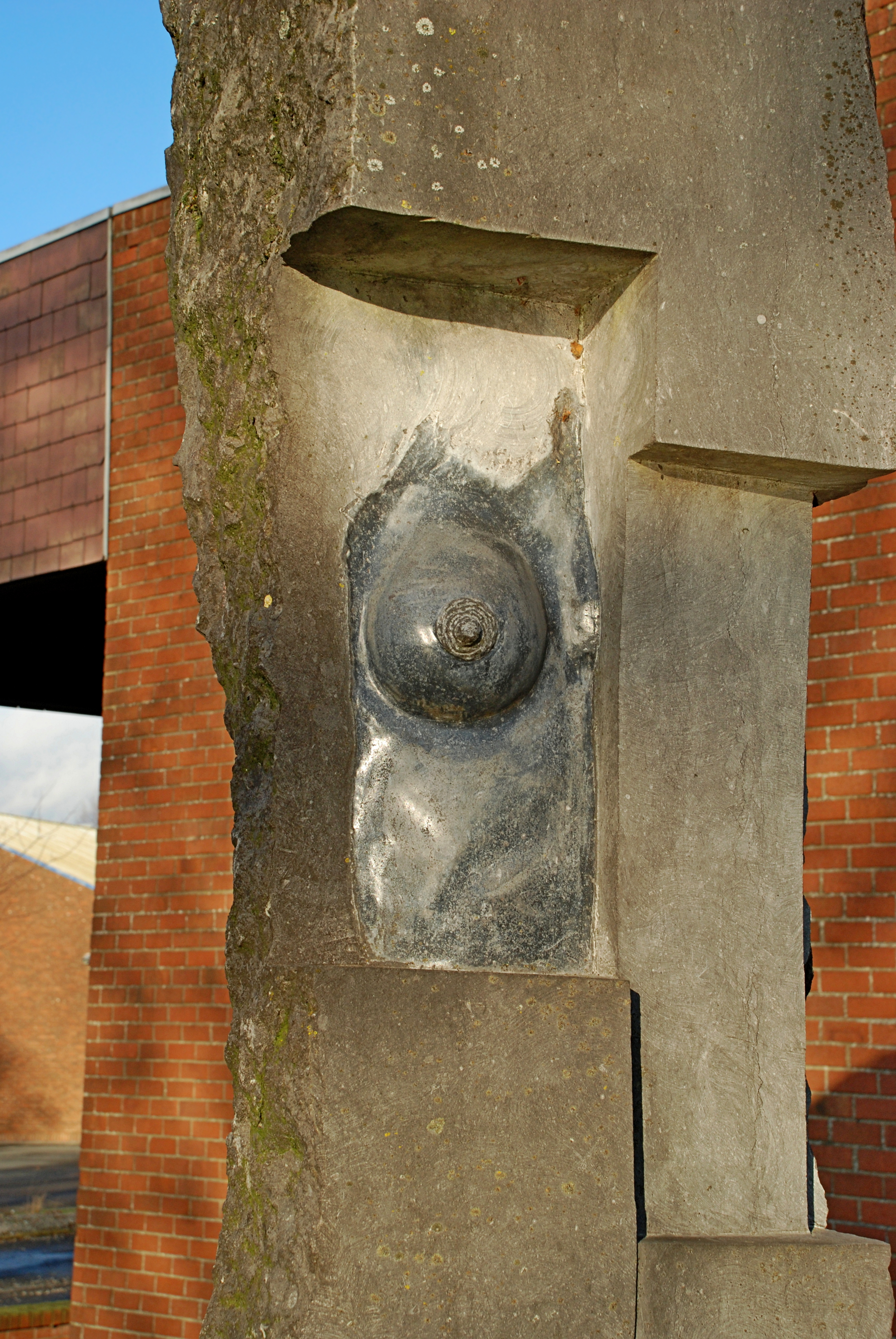
La Découverte Luc Vanhonnacker (2005).
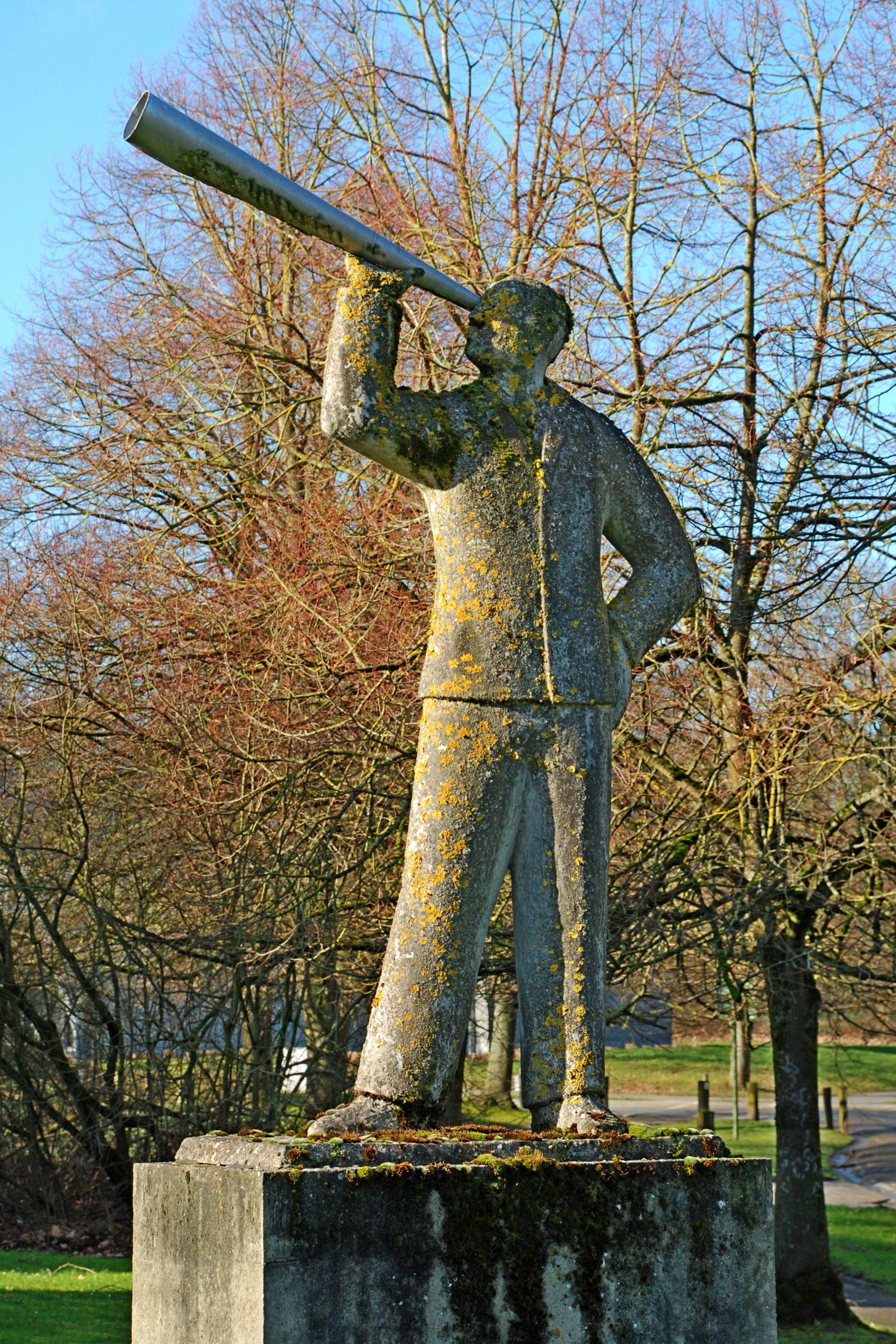
À la recherche de l'étoile perdue Philip Aguirre (2006).
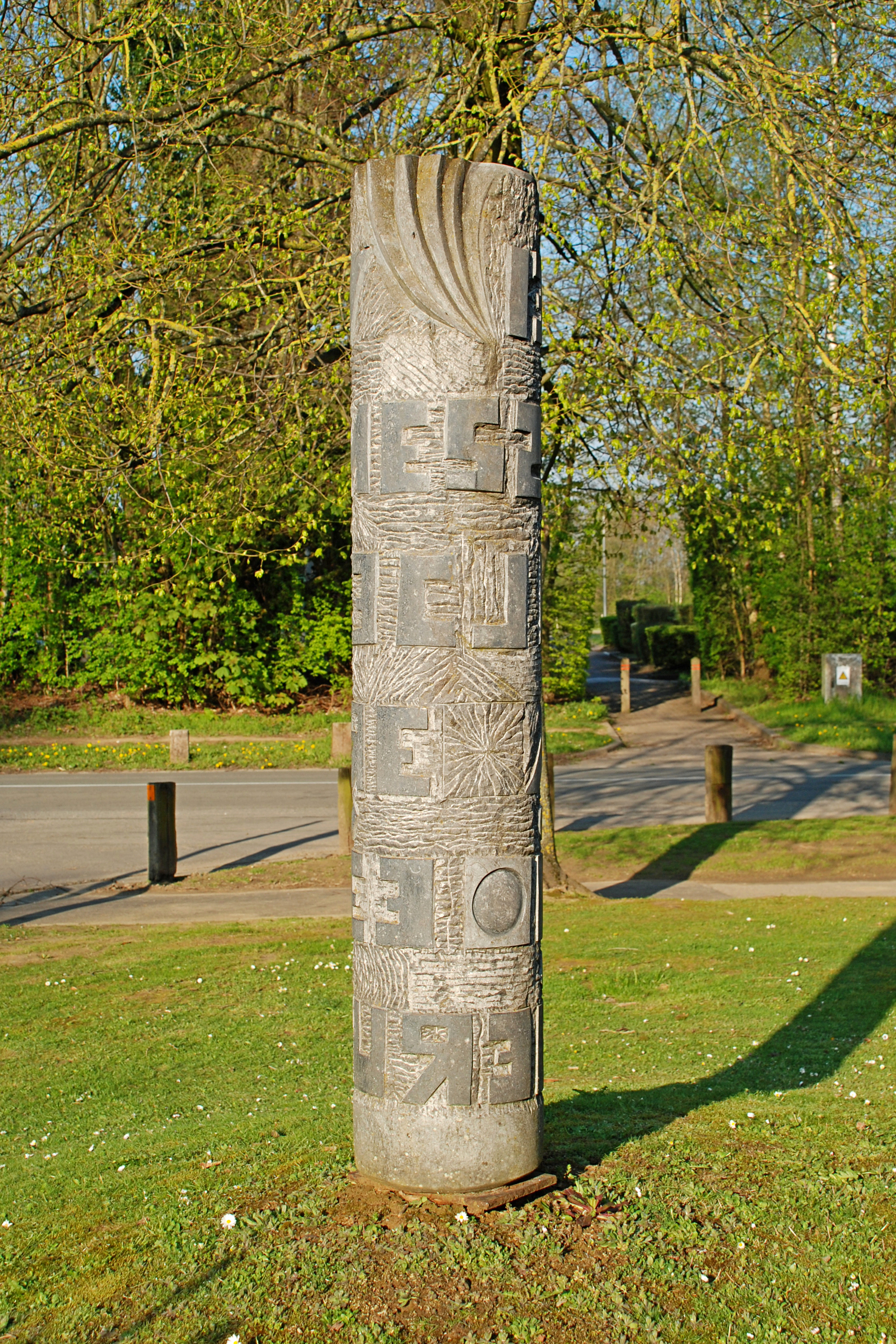
Œuvre sans titre (Rouleau) Geneviève Vastrade (2006).
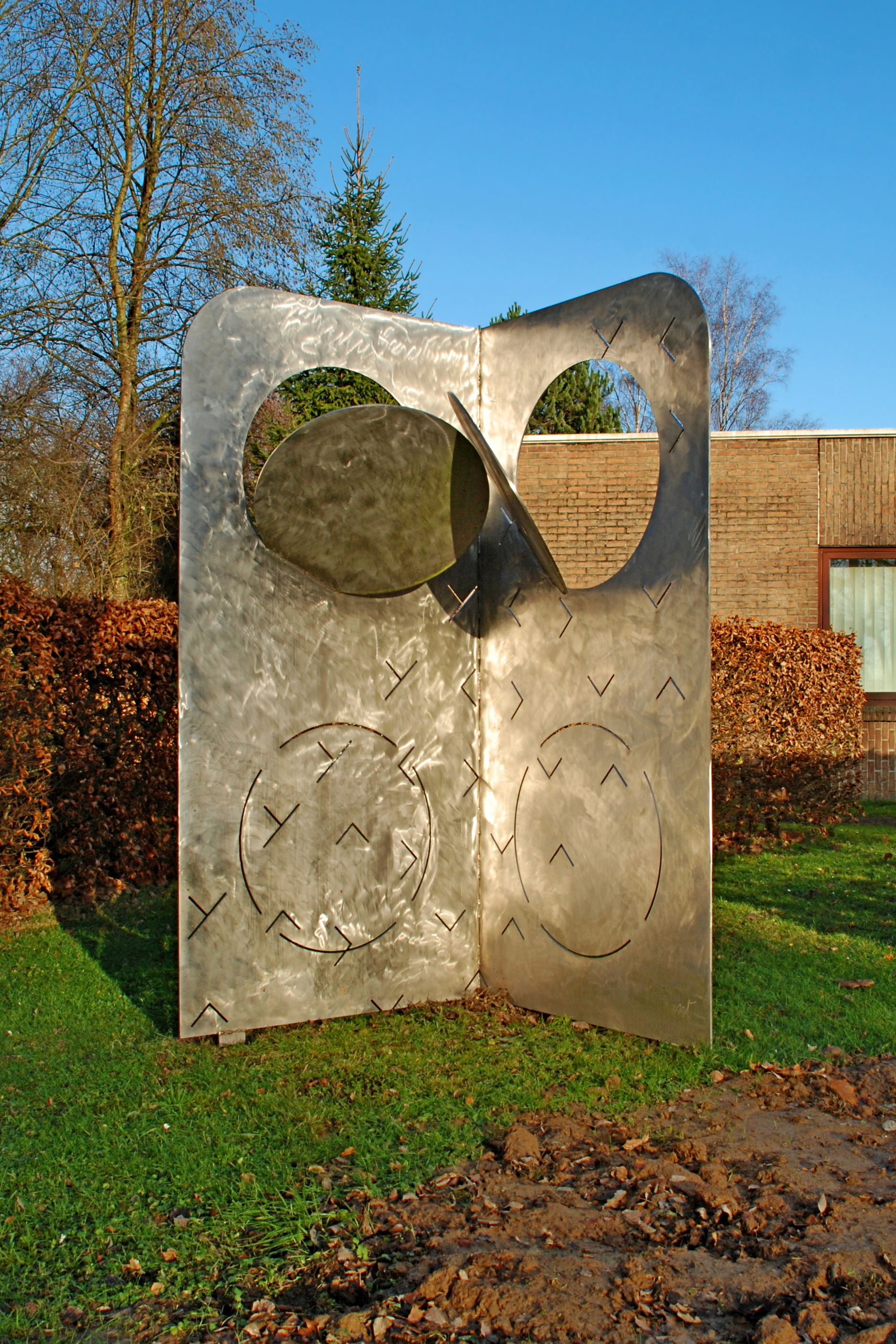
Alu Blister Vincent Strebell (2007).

### Sculptures des années 2010
Devant le no 7 de la rue de Rodeuhaie se dresse une sculpture en acier inox satiné réalisée par Thierry Bontridder en 2013 et intitulée Speira. 
L'artiste a choisi « la spirale qui nous fascine tous par son omniprésence dans l’univers. Forme privilégiée du vivant, on la retrouve aussi bien dans l’infiniment petit (ADN) que dans l’infiniment grand (galaxies) ». Selon lui « Le recours aux légers plis dans la feuille d’acier accentue le dynamisme de la sculpture et offre à la vue un peu l'aspect des praxinoscopes. Les praxinoscopes permettaient autrefois d'animer une image par leurs reflets sur un tambour cylindrique en rotation composé de petits miroirs ».

Speira
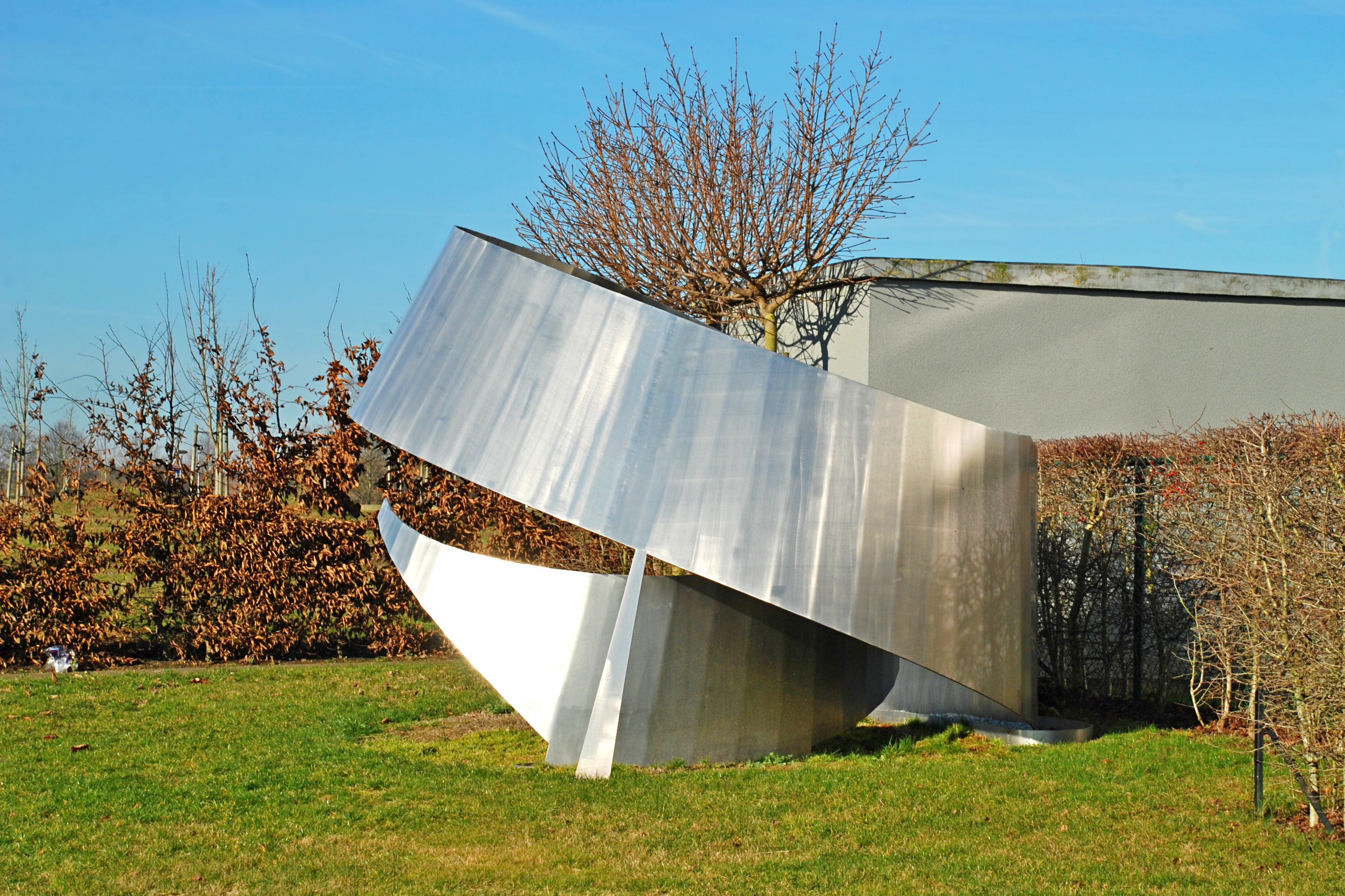
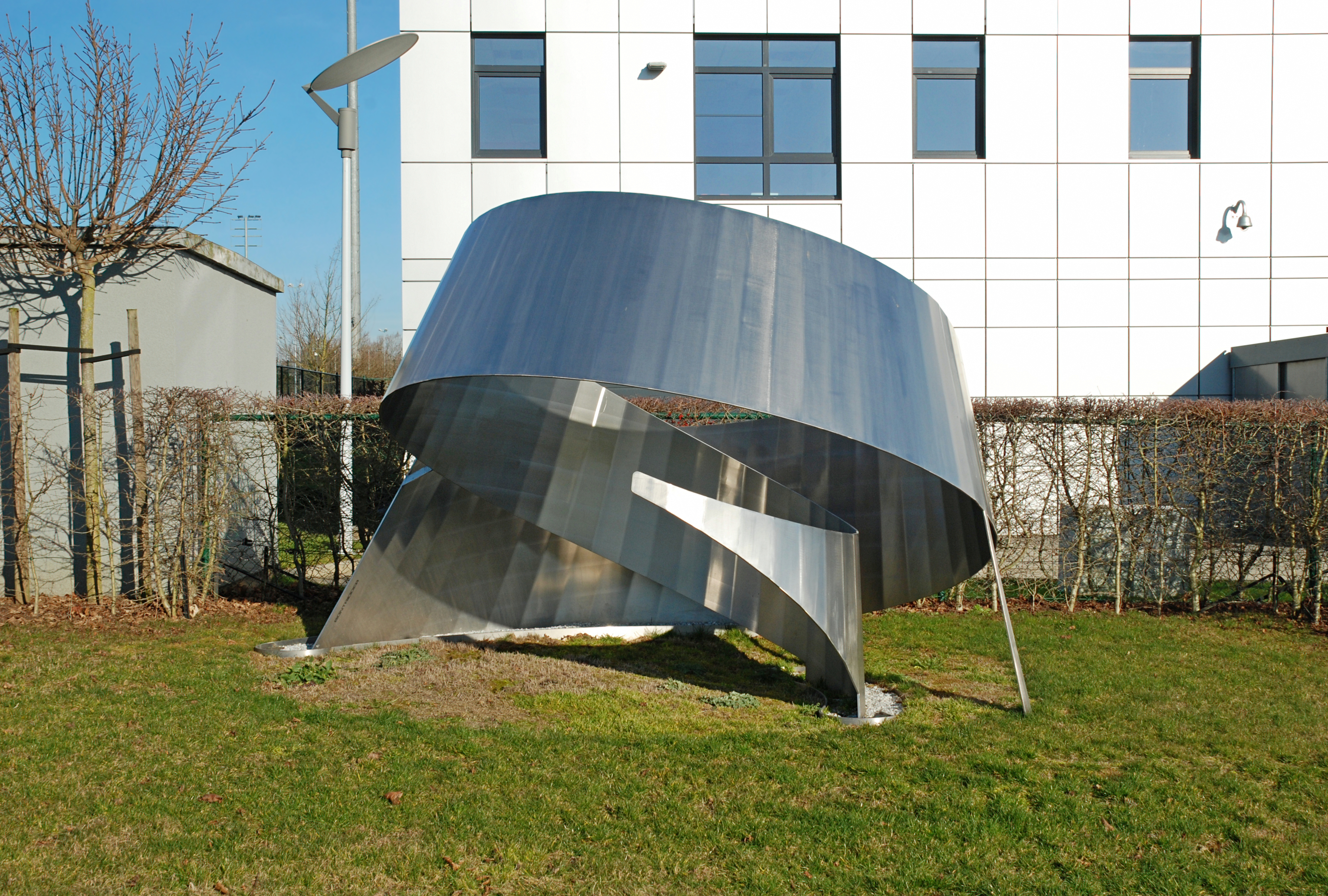